# Eriocaulon fenestratum
Eriocaulon fenestratum là một loài thực vật có hoa trong họ Cỏ dùi trống. Loài này được Bojer ex Körn. mô tả khoa học đầu tiên năm 1856.